# Miguel (sobrinho de Constantino Ducas)
Miguel (em grego medieval: Μιχαήλ; romaniz.: Michaél) foi um bizantino do século X, ativo sob o imperador Constantino VII (r. 913–959). Era sobrinho ou primo de Constantino Ducas. Aparece em 913, três dias após a morte de Alexandre (r. 912–913), quando envolveu-na na usurpação de Constantino. Acompanhou a massa que proclamou-o imperador em frente ao Hipódromo de Constantinopla e esteve entre os mortos no confronto com os excubitores, a guarda imperial, no Portão Calce. Ele talvez pode ser o protovestiário homônimo ativo nesse período.